# Сопрана
Сопра̀на (на италиански: Soprana; на пиемонтски: Sopran-a, Сопран-а) е била община в Северна Италия, провинция Биела, регион Пиемонт.
Административен център на общината е било село Ланварио (Lanvario), което е разположено на 450 m надморска височина. Сега територията е част от община Валдилана.